# Протистояння Лендл-Макінрой
Протистояння Лендл-Макінрой - це протистояння між чесько-американським тенісистом Іваном Лендлом та американцем Джоном Макінроєм, які зустрічалися між собою 36 разів у період 1980-1992 років. Це одне із визначальних протистоянь Відкритої ери, воно є найбільшим за кількістю зіграних матчів в історії. Найбільш пам'ятний матч між ними відбувся у Парижі у 1984 році, коли Лендл відігрався з рахунку 0-2 за партіями і виграв турнір.

## Статистика

### Лендл-Макінрой (21–15)
| Легенда (Лендл-Макінрой)   |
| Великий шолом (7–3)        |
| Підсумковий (2–1)          |
| Кубок Девіса (1–0)         |
| Мастерс (1–0)              |
| Світовий Тур ATP (10–11–1) |

| Рік  | Турнір                        | Покриття | Раунд | Переможець    | Рахунок                 |
| ---- | ----------------------------- | -------- | ----- | ------------- | ----------------------- |
| 1980 | Мілан                         | Килим    | ПФ    | Джон Макінрой | 6–3, 1–6, 6–2           |
| 1980 | US Open                       | хард     | ЧФ    | Джон Макінрой | 4–6, 6–3, 6–2, 7–5      |
| 1981 | Ролан Гаррос                  | ґрунт    | ЧФ    | Іван Лендл    | 6–4, 6–4, 7–5           |
| 1981 | Кубок Девіса ЧФ               | хард     | ГР    | Іван Лендл    | 6–4, 14–12, 7–5         |
| 1981 | Підсумковий                   | килим    | ПФ    | Іван Лендл    | 6–4, 6–2                |
| 1982 | Даллас, Чемпіонат світу       | килим    | Ф     | Іван Лендл    | 6–2, 3–6, 6–3, 6–3      |
| 1982 | Торонто                       | хард     | ПФ    | Іван Лендл    | 6–4, 6–4                |
| 1982 | US Open                       | хард     | ПФ    | Іван Лендл    | 6–4, 6–4, 7–6           |
| 1982 | Підсумковий                   | килим    | Ф     | Іван Лендл    | 6–4, 6–4, 6–2           |
| 1983 | Філадельфія                   | Килим    | Ф     | Джон Макінрой | 4–6, 7–6, 6–4, 6–3      |
| 1983 | Даллас, Чемпіонат світу       | килим    | Ф     | Джон Макінрой | 6–2, 4–6, 6–3, 6–7, 7–6 |
| 1983 | Вімблдон                      | трава    | ПФ    | Джон Макінрой | 7–6, 6–4, 6–4           |
| 1983 | Сан-Франциско                 | килим    | Ф     | Іван Лендл    | 3–6, 7–6, 6–4           |
| 1983 | Підсумковий                   | килим    | Ф     | Джон Макінрой | 6–3, 6–4, 6–4           |
| 1984 | Філадельфія                   | килим    | Ф     | Джон Макінрой | 6–3, 3–6, 6–3, 7–6      |
| 1984 | Брюссель                      | килим    | Ф     | Джон Макінрой | 6–1, 6–3                |
| 1984 | Форест Хіллз, чемпіонат світу | ґрунт    | Ф     | Джон Макінрой | 6–4, 6–2                |
| 1984 | Командний чемпіонат світу     | ґрунт    | Ф     | Джон Макінрой | 6–3, 6–2                |
| 1984 | Ролан Гаррос                  | ґрунт    | Ф     | Іван Лендл    | 3–6, 2–6, 6–4, 7–5, 7–5 |
| 1984 | US Open                       | хард     | Ф     | Джон Макінрой | 6–3, 6–4, 6–1           |
| 1984 | Підсумковий                   | килим    | Ф     | Джон Макінрой | 7–5, 6–0, 6–4           |
| 1985 | Форест Хіллз                  | ґрунт    | Ф     | Іван Лендл    | 6–3, 6–3                |
| 1985 | Командний чемпіонат світу     | ґрунт    | Ф     | Іван Лендл    | 6–7, 7–6, 6–3           |
| 1985 | Стреттон                      | хард     | Ф     | Джон Макінрой | 7–6, 6–2                |
| 1985 | Монреаль                      | Хард     | Ф     | Джон Макінрой | 7–5, 6–3                |
| 1985 | US Open                       | хард     | Ф     | Іван Лендл    | 7–6, 6–3, 6–4           |
| 1987 | Стреттон                      | хард     | Ф     | Н/В           | Н/В                     |
| 1987 | US Open                       | хард     | ЧФ    | Іван Лендл    | 6–3, 6–3, 6–4           |
| 1988 | Ролан Гаррос                  | ґрунт    | 1/8   | Іван Лендл    | 6–7, 7–6, 6–4, 6–4      |
| 1989 | Australian Open               | хард     | ЧФ    | Іван Лендл    | 7–6, 6–2, 7–6           |
| 1989 | Даллас, Чемпіонат світу       | килим    | ПФ    | Джон Макінрой | 6–7, 7–6, 6–2, 7–5      |
| 1989 | Монреаль                      | хард     | Ф     | Іван Лендл    | 6–1, 6–3                |
| 1989 | Підсумковий                   | килим    | ГР    | Іван Лендл    | 6–3, 6–3                |
| 1990 | Торонто                       | килим    | ПФ    | Іван Лендл    | 6–3, 6–2                |
| 1990 | Лондон, Queen's Club          | трава    | ПФ    | Іван Лендл    | 6–2, 6–4                |
| 1991 | Лонг-Айленд                   | хард     | ПФ    | Іван Лендл    | 6–3, 7–5                |
| 1992 | Мастерс Канада                | хард     | ЧФ    | Іван Лендл    | 6–2, 6–4                |